# Washington Mystics 2013
La stagione 2013 delle Washington Mystics fu la 16ª nella WNBA per la franchigia.
Le Washington Mystics arrivarono terze nella Eastern Conference con un record di 17-17. Nei play-off persero la semifinale di conference con le Atlanta Dream (2-1).

## Roster
| N° | Naz.                   | Ruolo | Sportivo               | Anno | Alt. | Peso |
| -- | ---------------------- | ----- | ---------------------- | ---- | ---- | ---- |
| 1  | Stati Uniti (bandiera) | C     | Crystal Langhorne      | 1986 | 188  | 83   |
| 2  | Stati Uniti (bandiera) | AC    | Michelle Snow          | 1980 | 196  | 72   |
| 4  | Stati Uniti (bandiera) | G     | Tayler Hill            | 1990 | 178  | 66   |
| 5  | Stati Uniti (bandiera) | G     | Nadirah McKenith       | 1991 | 170  | 70   |
| 9  | Stati Uniti (bandiera) | C     | Kia Vaughn             | 1987 | 193  | 90   |
| 10 | Turchia (bandiera)     | C     | Quanitra Hollingsworth | 1988 | 196  | 91   |
| 12 | Stati Uniti (bandiera) | G     | Ivory Latta            | 1984 | 168  | 65   |
| 22 | Stati Uniti (bandiera) | G     | Matee Ajavon           | 1986 | 173  | 73   |
| 25 | Stati Uniti (bandiera) | GA    | Monique Currie         | 1983 | 183  | 80   |
| 31 | Stati Uniti (bandiera) | AC    | Jessica Moore          | 1982 | 191  | 79   |
| 33 | Belgio (bandiera)      | C     | Emma Meesseman         | 1993 | 193  | 83   |
| 44 | Stati Uniti (bandiera) | G     | Tierra Ruffin-Pratt    | 1991 | 178  | 83   |

## Staff tecnico
- Allenatore: Mike Thibault
- Vice-allenatori: Marianne Stanley, Eric Thibault
- Preparatore atletico: Navin Hettiarachchi
- Preparatore fisico: Michael Bugielski